# Rhinodoras gallagheri
Rhinodoras gallagheri es una especie de peces de la familia Doradidae en el orden de los Siluriformes.

## Morfología
• Los machos pueden llegar alcanzar los 15 cm de longitud total.

## Hábitat
Es un pez de agua dulce  y de clima tropical.

## Distribución geográfica
Se encuentran en Sudamérica: Venezuela (ríos  Apure, Capanaparo y  Arauca) y Colombia (río Aguas de Limón ).